# Callevophthalmus albus
Callevophthalmus albus là một loài nhện trong họ Dictynidae.
Loài này thuộc chi Callevophthalmus. Callevophthalmus albus được Eugen von Keyserling miêu tả năm 1890.